# Leopoldo de Bulhões
Leopoldo de Bulhões é um município brasileiro do estado de Goiás. Sua população estimada em 2023 foi de 8.745 habitantes. Seu nome homenagem ao político, financista brasileiro, ex ministro da Fazenda e também diretor do Banco do Brasil, criador do clã Bulhões no estado de Goiás, José Leopoldo de Bulhões Jardim.
Fundação
O local onde surgiu o povoado, à margem esquerda do córrego Pindaíba, pertenceu a José Cândido Louza. Chamou-se, inicialmente, Pindaibinha, caracterizando o Córrego. Os primeiros povoadores foram Sebastião Celestino Mariano, José Abílio e Francisco Rodrigues da Cruz. A partir de 1928, com a chegada da Estrada de Ferro Goiás, o povoado progrediu.
Em 08 de dezembro de 1931, por força do Decreto-lei municipal nº 66, Pindaibinha foi elevado à categoria de Distrito com o nome de Leopoldo de Bulhões, em homenagem ao goiano José Leopoldo de Bulhões Jardim, natural de Goiás. O homenageado foi Ministro da Fazenda e também diretor do Banco do Brasil. Exerceu o mandato de senador pelo seu estado natal de 1894 a 1902, em 1909 e de 1911 a 1918, além de ter sido deputado federal de 1881 a 1885 e 1891 a 1893. Foi presidente da Câmara Municipal, sendo vereador por diversas vezes e prefeito de Petrópolis, no Estado do Rio de Janeiro.
A emancipação da Cidade veio em 02 de setembro de 1948, pela Lei nº 127, com a contribuição do Coronel Felismino Viana. A instalação se deu em 1º de janeiro de 1949.
Pela lei estadual nº 714, de 14-11-1952, é criada a comarca.
Gentílico: leopoldense

Formação Administrativa
Distrito criado com a denominação de Leopoldo de Bulhões, pelo decreto municipal nº 66, de 08-12-1931, subordinado ao município de Bonfim.
Em divisão administrativa referente ao ano de 1933, o distrito de Leopoldo de Bulhões, figura no município de Bonfim. Pelo decreto-lei estadual nº 8305, de 31-12-1943, o município de Bonfim passou a denominar-se Silvânia.
O distrito de Leopoldo de Bulhões foi elevado à categoria de município pela lei estadual nº 127, de 21-09-1948, desmembrado de Silvânia.
FONTE: site do município www.leopoldodebulhoes.go.gov.br

## Clima

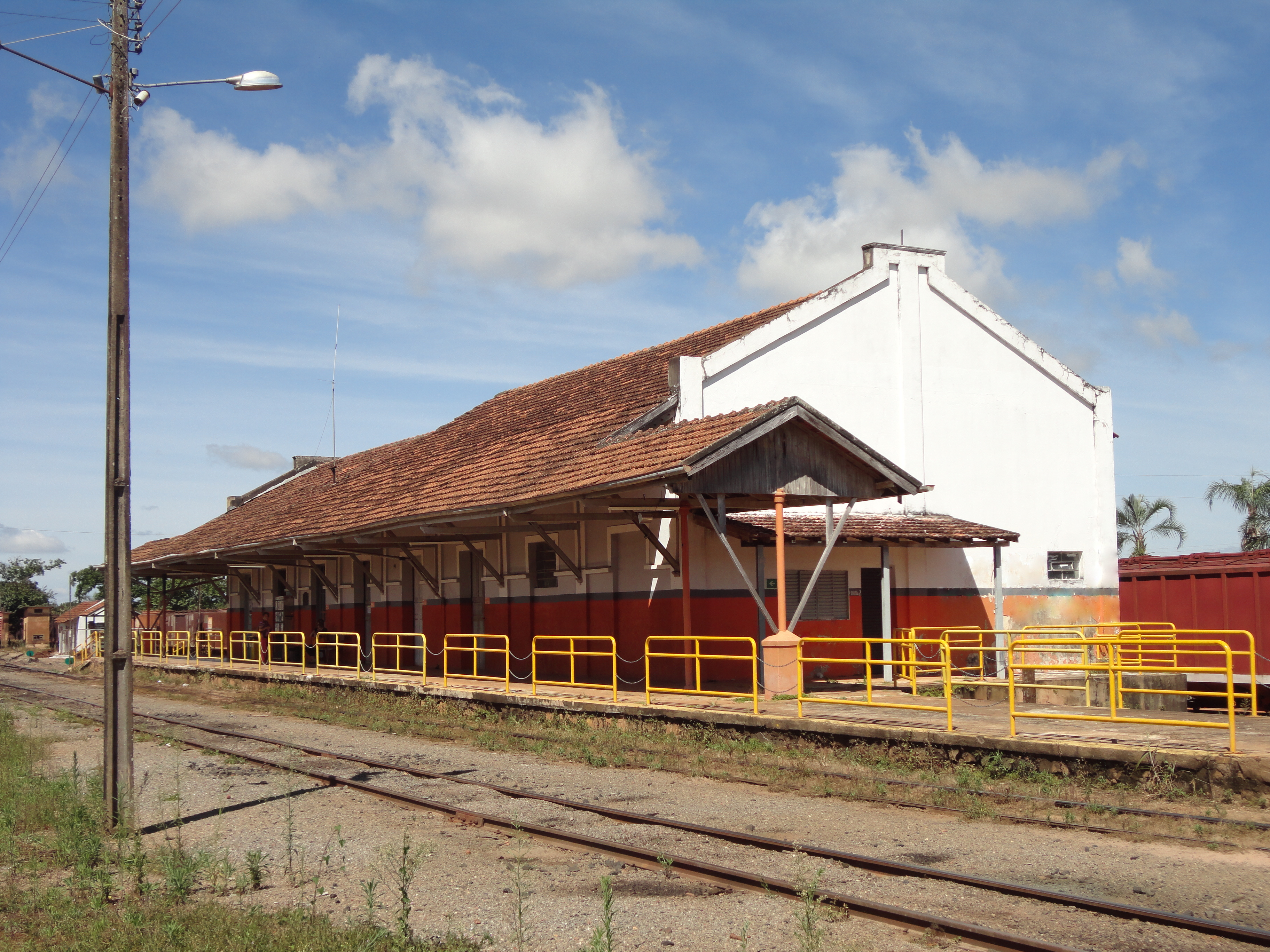
Estação ferroviária.

Leopoldo de Bulhões possui um clima ameno devido às altas altitudes que variam de 1000 à 1060 metros. Logo no inverno, é comum as mínimas estarem na casa dos 8 °C e as máximas não passarem dos 22 °C.
No verão as temperaturas ficam amenas variando entre 18 °C e 27 °C.[carece de fontes?]